# Erftstadt
Erftstadt är en stad i Rhein-Erft-Kreis i Nordrhein-Westfalen, Tyskland. Staden ligger 20 km sydväst om Köln och 35 km nordväst om Bonn.

## Infrastruktur
Staden ligger vid motorvägen A1/A61 och förbundsvägen B265 går direkt till Köln.

## Borgmästare
- Heinz Cremer, 17 oktober 1979–26 oktober 1992
- Franz-Georg Rips, 27 oktober 1992–1 november 1994
- Hermann Josef Hanisch, 2 november 1994–30 september 1999
- Ernst-Dieter Bösche, 1 oktober 1999–20 oktober 2009
- Franz-Georg Rips, SPD, 21 oktober 2009–31 januari 2013
- Volker Erner, CDU, 9 juni 2013–2 november 2020
- Carolin Weitzel, CDU, 2 november 2020–

Denna lista hämtas från Wikidata. Informationen kan ändras där.